# Barbora Nováková
Barbora Nováková (* 6. Januar 2002 in Brno) ist eine tschechische Skirennläuferin.

## Karriere
Nováková gab ihr internationales Renndebüt am 12. November 2018 bei einem FIS-Riesenslalom in Solda. Ihr erstes internationales Großereignis bestritt sie im Februar 2019 beim Europäischen Olympischen Winter-Jugendfestival in Sarajevo. Dort belegte sie Rang 22 im Riesenslalom. Zu Saisonabschluss gewann sie ihre ersten Medaillen bei tschechischen Meisterschaften. Sie gewann Silber in der Abfahrt und Bronze im Super-G.
Ihre ersten Europacuppunkte gewann Nováková am 11. Februar 2021 bei der Abfahrt von Santa Caterina.
2021 gewann sie ihren ersten tschechische Meistertitel im Super-G. Im darauffolgenden Jahr nahm Nováková an Olympischen Winterspielen in Peking teil, wo sie den 29. Platz in der Abfahrt belegte.
2024 gewann sie im Riesenslalom ihren zweiten tschechischen Meistertitel.

## Erfolge

### Olympische Winterspiele
- Peking 2022: 29. Abfahrt, 36. Super-G

### Weltmeisterschaften
- Saalbach-Hinterglemm 2025: 11. Mannschaftswettbewerb, 29. Super-G

### Juniorenweltmeisterschaften
- Val di Fassa 2019: DNF Riesenslalom
- Bansko 2021: 23. Super-G, DNF Riesenslalom
- Panorama 2022: 15. Mannschaft, 18. Abfahrt, 28. Super-G

### Europacup
- 4 Platzierungen unter den besten 30

### Olympische Jugend-Winterspiele
- Lausanne 2020: 18. Riesenslalom, DNF Super-G, DNF Alpine Kombination, DNS Slalom

### Europäisches Olympisches Winter-Jugendfestival
- Sarajevo 2019: 22. Riesenslalom, DNF Slalom

### Weitere Erfolge
- Tschechische Meisterin im Super-G (2021)
- Tschechische Meisterin im Riesenslalom (2024)
- Tschechische Vizemeisterin in der Abfahrt (2019)
- Bronze bei den tschechischen Meisterschaften im Super-G (2019)
- 2 Siege bei FIS-Rennen